# Sofiene Hidoussi
Sofiene Hidoussi (arabe : سفيان الحيدوسي) est un joueur et entraîneur de football tunisien.

## Carrière

### Joueur
- 1986-1988 : Olympique de Béja (Tunisie)

### Entraîneur
- 2003 : Al-Ahli Club (Bahreïn)
- 2004-2006 : Al Hilal Omdurman (Soudan)
- 2006-2007 : Al-Riyad FC (Arabie saoudite)
- 2007 : Al-Shabab Riyad (Arabie saoudite)
- novembre 2009-juin 2010 : Espérance sportive de Zarzis[1] (Tunisie)
- août-novembre 2010 : Jeunesse sportive kairouanaise[1] (Tunisie)
- décembre 2010-avril 2011 : Olympique de Béja[1] (Tunisie)
- décembre 2011 : Étoile sportive de Béni Khalled[1] (Tunisie)
- février-mai 2012 : Avenir sportif de Gabès[1] (Tunisie)
- janvier-février 2014 : Stade tunisien[1] (Tunisie)
- mars-mai 2014 : La Palme sportive de Tozeur[1],[2] (Tunisie)
- octobre 2015-mars 2016 : Union sportive de Ben Guerdane[1] (Tunisie)
- mars-septembre 2016 : Club athlétique bizertin[1] (Tunisie)
- octobre 2016 : Jeunesse sportive kairouanaise[1]
- octobre 2016-février 2017 : Jeunesse sportive de Kabylie[1] (Algérie)
- avril-juin 2017 : Union sportive de Tataouine[1],[3] (Tunisie)
- août-octobre 2017 : Union sportive de Ben Guerdane[1],[4]
- février-juin 2019 : Jeunesse sportive kairouanaise[1],[5]
- novembre 2019-janvier 2020 : Jeunesse sportive kairouanaise[1],[6]
- février-juillet 2020 : Club athlétique bizertin[1]
- août-septembre 2020 : Jeunesse sportive kairouanaise[1]
- mars 2021 : Jeunesse sportive kairouanaise[1]
- août 2021-février 2022 : Club athlétique bizertin[1]
- juillet-octobre 2022 : Avenir sportif de La Marsa[1]
- février-août 2023 : Club athlétique bizertin[1]
- octobre-décembre 2023 : Club sportif de Hammam Lif[7]
- janvier-février 2024 : El Gawafel sportives de Gafsa[8]
- février-juin 2024 : Al-Taawoun SC (en)[8]
- juillet-septembre 2024 : El Gawafel sportives de Gafsa[9]
- depuis décembre 2024 : Club athlétique bizertin[10]

## Palmarès
- Championnat du Soudan (2) :
  - Champion : 2005, 2006